# 조지프슨 효과

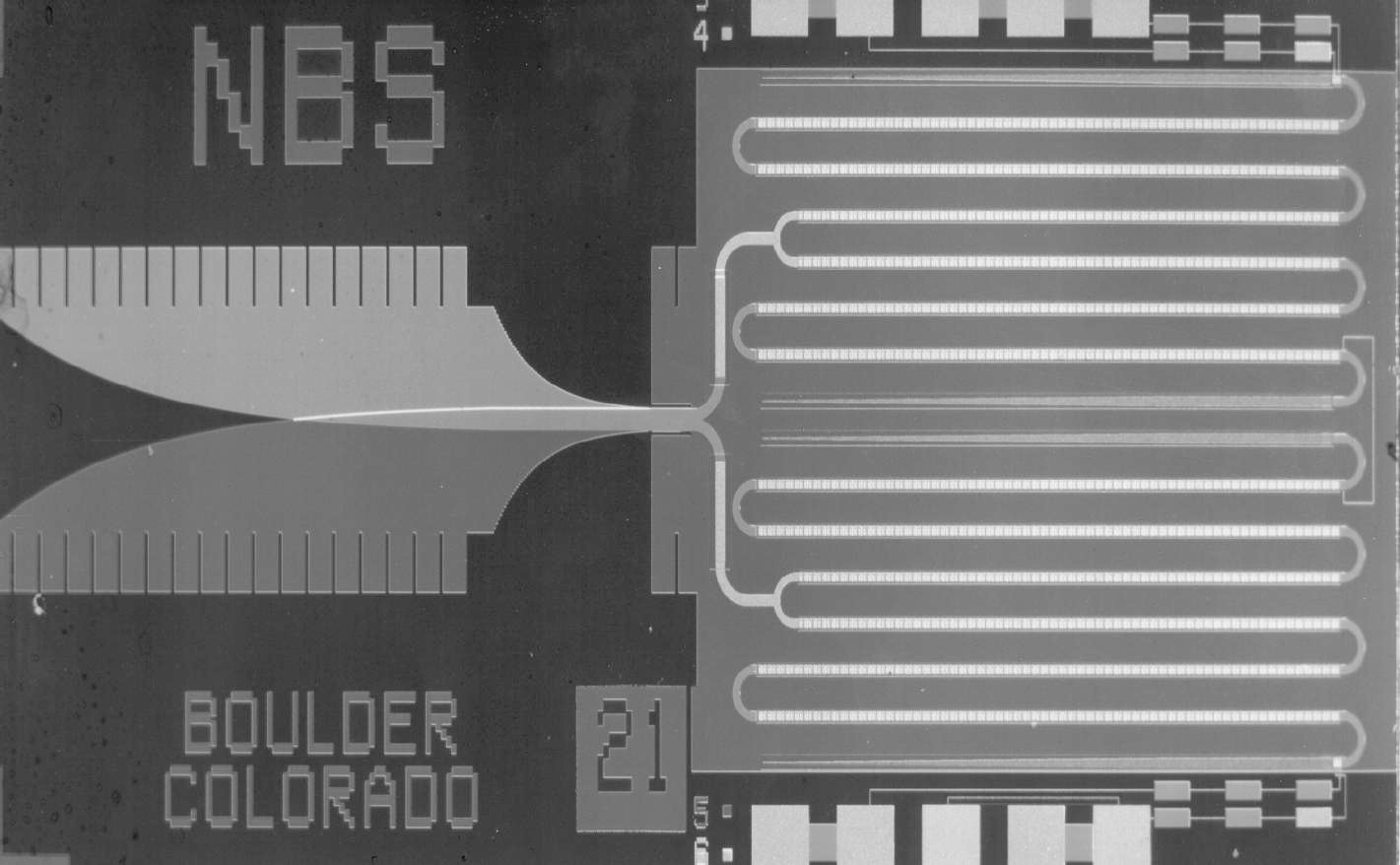
국립표준기술연구소에 의해 개발된 표준 볼트로서의 조세프슨 접합 어레이 칩

조지프슨 효과 또는 조셉슨 효과(영어: Josephson effect)란 초전도체와 초전도체 사이에 전류가 흐르지 못하는 부도체를 끼워넣어도 전류가 흐르는 현상을 말한다. 2개의 초전도체는 비전도 장벽으로 연결(Josephson Junction, 조지프슨 접합)되어 있으며, 이 장벽을 넘는 전류는 조지프슨 전류라고 불린다.

## 역사
직류 조지프슨 효과는 1962년 이전의 실험에서 이미 관측되었으나 그 메커니즘 및 의의는 1962년 이전에는 알려지지 않았다. 또한 조지프슨의 예측 전에 정상적인 (즉, 비초전도) 전자는 터널 효과를 수단으로 절연 장벽을 통해 유동할 수 있는 것으로 알려져 있었으나 초전도체에서 쿠퍼 쌍에 대한 유사한 효과는 알려지지 않았다.
영국의 물리학자인 브라이언 데이비드 조지프슨은 1962년도에 조지프슨 효과를 예측하는 논문을 발표하였으며, 이 효과가 초전도체 사이에서 전자 쿠퍼 쌍의 직접 전도로 이어지는 장벽 절연의 틈에 기인한다고 설명하였다. 필립 워런 앤더슨과 존 로웰(영어: John Rowell)은 조지프슨 효과를 실험적으로 시험하는 최초의 논문을 발표하였다.
조지프슨 효과를 예측한 공로로 조지프슨은 1973년 노벨 물리학상을 수상하였다.

## 정의

조지프슨 접합의 다이어그램, A와 B는 초전도체를 나타내고 C는 그들 사이의 약한 연결을 나타낸다.

조지프슨 효과는 거시적 양자 현상의 예이다. 조지프슨 효과의 기본 방정식은 다음과 같다.
{\displaystyle U(t)={\frac {\hbar }{2e}}{\frac {\partial \phi }{\partial t}}} (초전도 위상 진화 방정식)
{\displaystyle I(t)=I_{c}\sin(\phi (t))} (조지프슨 또는 약한 연결 전류 위상 관계)
여기서 {\displaystyle U(t)}와 {\displaystyle I(t)}는 각각 조지프슨 접합 양단의 전압 및 전류이고, {\displaystyle \phi (t)}는 접합부에 걸친 위상차이다.{\displaystyle I_{c}}는 임계 전류 접합 상수이며, 이는 온도뿐만 아니라, 추가된 자기장에 의해 영향을 받을 수 있는 장치의 중요한 현상론적 매개변수이다. 물리적 상수 {\displaystyle h/2e}는 조지프슨 상수의 역인 자기 선속 양자이다.

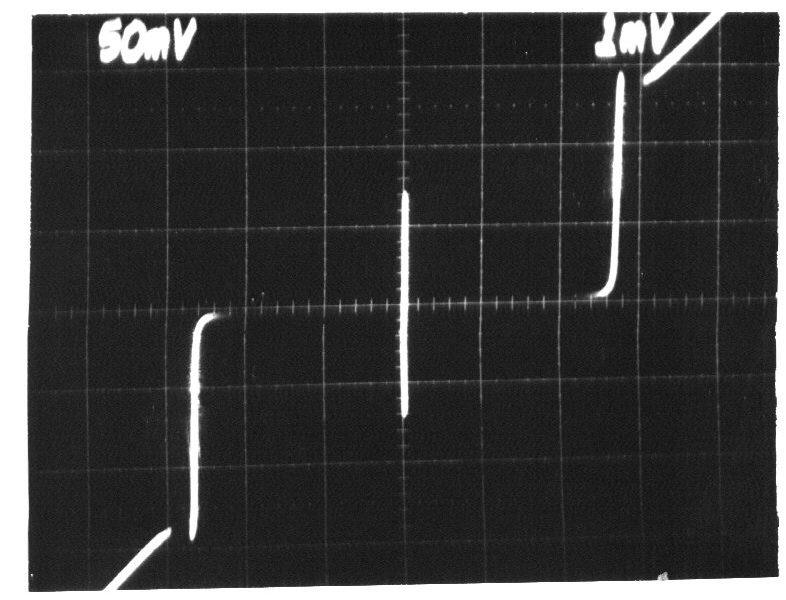
조지프슨 접합의 일반적인 종류인 전형적인 I-V 초전도 터널 접합의 특징. 세로축 범위는 50 μA이고 가로축 범위는 1 mV이다. 축 조지프슨 효과를 보여준다. 높은 전류의 는 초전도체 띠틈의 유한한 값에 기인하고 위의 방정식에 의해 재생되지 않는다.

조지프슨 효과는 다음과 같이 세 가지 현상으로 나타난다.
- 직류 조지프슨 효과(영어: DC Josephson effect)
- 교류 조지프슨 효과(영어: AC Josephson effect)
- 역 교류 조지프슨 효과(영어: inverse AC Josephson effect)

### 직류 조지프슨 효과
직류 조지프슨 효과는 터널 효과에 의한 외부 전자기장의 부재 하에 절연체로부터 직류 교차 현상이다. 이 조지프슨 전류가 절연체에 걸쳐 위상차의 사인 함수에 비례하고 {\displaystyle -I_{c}} 와 {\displaystyle I_{c}} 사이 값을 취한다.

### 교류 조지프슨 효과
교류 조지프슨 효과에서는 고정 전압 {\displaystyle U_{\text{DC}}} 접합부에 걸쳐, 위상은 시간에 따라 선형적으로 변화되고 교류 전류 {\displaystyle I_{c}}와 주파수 {\displaystyle {\frac {2e}{h}}U_{DC}}가 된다. 외부 전류 {\displaystyle I_{\text{ext}}}는
{\displaystyle I_{\text{ext}}=C_{J}{\frac {dv}{dt}}\,+\,I_{J}\sin \phi +V/R}
가 된다. 이것은 조지프슨 접합이 완벽한 전압-주파수 변환기의 역할을 할 수 있음을 의미한다.

### 역 교류 조지프슨 효과
역 교류 조지프슨 효과에서는 위상이 이 형태를 취하는 경우
{\displaystyle \phi (t)=\phi _{0}+n\omega t+a\sin(\omega t)}
전압과 전류는 다음과 같다.
{\displaystyle U(t)=(\hbar /2e)\omega (n+a\cos(\omega t))}
{\displaystyle I(t)=I_{c}\sum _{m=-\infty }^{\infty }J_{n}(a)\sin(\phi _{0}+(n+m)\omega t)}
직류 성분은 다음과 같다.
{\displaystyle U_{DC}=n(\hbar /2e)\omega }
{\displaystyle I(t)=I_{c}J_{-n}(a)\sin \phi _{0}}
따라서 별개의 교류 전압에 대해, 접합은 직류 전류를 운반하고 주파수-전압 변환기 역할을 수행할 수 있다.

## 응용
조지프슨 접합은 초전도 양자 간섭 장치(Superconducting QUantum Interference Device: SQUID), 초전도 큐비트 및 RSFQ 디지털 전자 등 양자 역학적 회로에 응용된다.

## 같이 보기
- 안드레예프 반사
- 긴즈부르크-란다우 이론
- 양자 컴퓨터
- 영점 에너지
- 조지프슨 소용돌이

## 참고 문헌
1. ↑  Josephson, Brian D. (1973년 12월 12일). “The Discovery of Tunneling Supercurrents (Nobel Lecture)” (PDF).
2. ↑  Josephson, B. D. (1974). “The discovery of tunnelling supercurrents”. 《Rev. Mod. Phys.》 46 (2): 251–254. Bibcode:1974RvMP...46..251J. doi:10.1103/RevModPhys.46.251.
3. ↑  Josephson, B. D., "Possible new effects in superconductive tunnelling," Physics Letters 1, 251 (1962) doi:10.1016/0031-9163(62)91369-0
4. ↑  Anderson, P. W.; J. M. Rowell (1963). “Probable Observation of the Josephson Tunnel Effect”. 《Phys. Rev. Letters》 (영어) 10: 230. Bibcode:1963PhRvL..10..230A. doi:10.1103/PhysRevLett.10.230.
5. ↑  The Nobel prize in physics 1973, accessed 8-18-11
6. ↑  Barone, A.; G. Paterno (1982). 《Physics and Applications of the Josephson Effect》 (영어). New York: John Wiley & Sons. ISBN 0-471-01469-9.